# Spindasis kaduglii
Spindasis kaduglii är en fjärilsart som beskrevs av Bethune-Baker 1916. Spindasis kaduglii ingår i släktet Spindasis och familjen juvelvingar. Inga underarter finns listade i Catalogue of Life.